# آسینی (شر)
آسینی (به فرانسوی: Assigny) یک کمون در فرانسه است که در canton of Vailly-sur-Sauldre واقع شده‌است. آسینی ۱۷٫۰۵ کیلومتر مربع مساحت دارد ۳۶۲ متر بالاتر از سطح دریا واقع شده‌است.